# Sakizaya

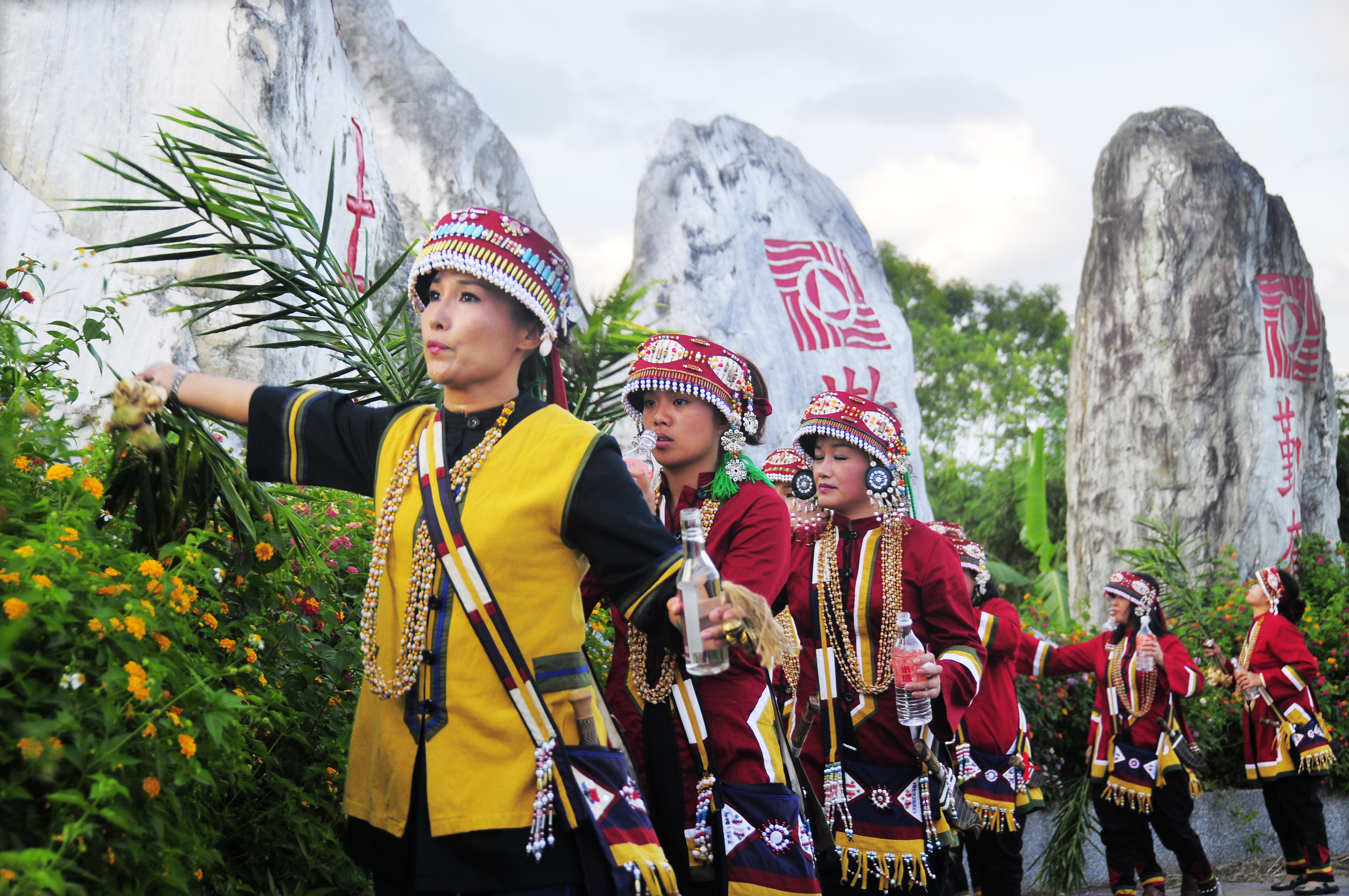
Palamal, der Feuer-Kult der Sakizaya

Die Sakizaya (撒奇萊雅,  Sāqíláiyǎ), auch als Sakidaya, Sakuzaya oder Sakiraya bezeichnet, sind eines der indigenen Völker Taiwans. Nach amtlichen Statistiken betrug die Zahl der Sakizaya im August 2019 972 Personen. Sie leben überwiegend im Landkreis Hualien in Osttaiwan.
In der Takubuwan-Schlacht im Jahr 1878 gegen Qing-Angreifer wurden viele Sakizaya getötet. Die Überlebenden schlossen sich den Amis an und wurden in späteren statistischen Erhebungen als Amis klassifiziert. Seit 2007 sind die Sakizaya als eigenständige Ethnie durch die Regierung Taiwans offiziell anerkannt.

## Geographie

Ungefähres Siedlungsgebiet der Sakizaya

Die Sakizaya leben alteingesessen im Gebiet des Berges Qilaishan (chinesisch 奇萊山, Pinyin Qílái shān) bis zur Küste Hualiens. Sie waren im 17. Jahrhundert das größte indigene Volk der Hualien-Küstenebene (Qilai-Ebene). Der Name der Qilai-Ebene und des Qilai-Bergmassivs stammen aus der Sprache der Sakizaya.
Gegenwärtig verteilen sich die Sakizaya hauptsächlich auf fünf Gemeinschaften im Landkreis Hualien: Sakul und Takubuwan in der Stadt Hualien, Hupu in der Landgemeinde Xincheng, Maibul in der Landgemeinde Ruisui und Kaluluwan in der Landgemeinde Fengbin. Ein Teil der Sakizaya lebt auch in Taoyuan.

## Sprache
Die nach der Takubuwan-Schlacht nur noch als Dialekt des Amisischen geführte Sprache der Sakizaya, ebenfalls Sakizaya genannt, wurde 2002 vom Center of Aboriginal Studies der Chengchi-Nationaluniversität als eigene Ost-Formosa-Sprache anerkannt, jedoch verwandt mit dem Amisischen. Sakizaya führt den ISO-639-3-Code [szy] und bildet als Untersprache mit der Schwestersprache reines Amisisch [ami] die Ami-Sprache.

## Geschichte
Im Jahr 1636 wurden die Sakizaya durch die spanischen Kolonisatoren auf Formosa erwähnt. Zu dieser Zeit stand der Norden und Nordosten Taiwans unter spanischer Herrschaft und war in drei Provinzen aufgeteilt, einschließlich des Siedlungsgebiets der Sakizaya.
Während der niederländischen Kolonialzeit von 1624 bis 1662 gab es Kontakte zwischen den Sakizaya und den Niederländern. Im Jahr 1638 erforschte eine Expedition der Niederländischen Ostindien-Kompanie den Osten Formosas. 
Während der Zeit der Qing-Herrschaft ab 1683 wurden die Sakizaya zum dominierenden Volk der Qilai-Ebene (der Ebene um die heutige Stadt Hualien). Im 19. Jahrhundert versuchte die Qing-Verwaltung zunehmend, auch den Osten der Insel Taiwan unter ihre Kontrolle zu bringen. Es kam dabei wiederholt zu Auseinandersetzungen mit den Sakizaya. 
Am 18. Juni 1878 kam es zu einem bewaffneten Konflikt zwischen den Sakizaya und den mit ihnen verbündeten Kavalan auf der einen und Qing-Truppen auf der anderen Seite, dem Takobowan-Gefecht (oder Takubuwan-Gefecht; in der Sprache der Sakizaya: Takubuwa a kawaw; auf Kavalan: Lanas na Kabalaen; chinesisch 加禮宛戰役). Dieses Ereignis endete damit, dass viele Sakizaya getötet wurden. Nach dem Kampf wurden der Oberhäuptling Komod Pazik und seine Frau Icep Kanasaw von der Qing-Armee mit der Foltermethode Lingchi getötet. Die Überlebenden verbargen ihre eigene Kultur und Sprache und schlossen sich den Amis an, um der Verfolgung zu entgehen. Nach der offiziellen Geschichtsschreibung galt das Volk der Sakizaya nach dem Gefecht als vollständig ausgelöscht.
Nach dem verlorenen Takubuwan-Gefecht verbargen sich die Sakizaya unter den Amis. Sie wurden während der japanischen Kolonialzeit (1895–1945) als Amis klassifiziert und Kiray-Amis genannt. Es gab während dieser Zeit keine Konflikte zwischen den Sakizaya und der japanischen Kolonialmacht, während sich andere indigene Völker wiederholt gegen die japanische Herrschaft auflehnten. Auch zur Zeit der Kuomintang-Alleinherrschaft (1945–1989/90) galten die Sakizaya offiziell als Amis.
Am 17. Januar 2007 wurden die Sakizaya von der Republik China offiziell als eigenständige Ethnie anerkannt.